# James Watson Cronin
James Watson Cronin (29. září 1931 – 25. srpna 2016) byl americký jaderný fyzik a nositel Nobelovy ceny.

## Biografie
Narodil se v Chicagu v Illinois a studoval na Southern Methodist University v Dallasu (Texas). Spolu se svým spolupracovníkem Valem Logsdonem Fitchem získal roku 1980 Nobelovu cenu za fyziku za experiment, který provedli roku 1964 a kterým dokázali, že při některých subatomárních reakcích dochází k narušení fundamentálních principů symetrie. Konkrétně tomu tak je při rozpadu kaonů.
Spolu s Alanem Watsonem navrhl v roce 1992 vytvoření Observatoře Pierra Augera – zařízení pro měření kosmického záření. Podílel se i na její realizaci a uvedení do provozu v roce 2005.
Od roku 2006 byl čestným členem Učené společnosti ČR.
Ke konci života byl emeritním profesorem na University of Chicago.

## Publikace
- (anglicky) Banner, M.; Cronin, J. W.; Liu, J. K.; & J. E. Pilcher. "Measurement of the Branching Ratio K{sub L} → γ γ ∕ K{sub L} → 3π{sup 0}", Palmer Physical Laboratory, Princeton University, Ministerstvo energetiky Spojených států amerických (skrze předchozí Komisi pro atomovou energii USA), (12. srpna 1968).
- (anglicky) Banner, M.; Cronin, J. W.; Liu, J. K.; & J. E. Pilcher. "Measurement of the Branching Ratio K{sub L} → 2π{sup 0} ∕ K{sub L} → 3π{sup 0}", Palmer Physical Laboratory, Princeton University, Ministerstvo energetiky Spojených států amerických (skrze předchozí Komisi pro atomovou energii USA), (14. srpna 1968).
- (anglicky) Cronin, J. W.; Frisch, H. J.; Shochet, M. J.; Boymond, J. P.; Mermod, R.; Piroue, P. A.; & R. L. Sumner. "Atomic Number Dependence of Hadron Production at Large Transverse Momentum in 300 GeV Proton--Nucleus Collisions", Enrico Fermi Institute, University of Chicago, Joseph Henry Laboratories, Princeton University, Ministerstvo energetiky Spojených států amerických (skrze předchozí Komisi pro atomovou energii USA), National Science Foundation, (15. července 1974).
- (anglicky) Brun, T. O.; Carpenter, J. M.; Krohn, V. E.; Ringo, G. R.; Cronin, J. W.; Dombeck, T. W.; Lynn, J. W.; & S. A. Werner. "Measurement of Ultracold Neutrons Produced by Using Doppler-shifted Bragg Reflection at a Pulsed-neutron Source", Argonne National Laboratory, University of Chicago, University of Maryland, College Park, University of Missouri, Ministerstvo energetiky Spojených států amerických, (1979).
- (anglicky) Cronin, J. W.; Deshpande, N. G.; Kane, G. L.; Luth, V. C.; Odian, A. C.; Machacek, M. E.; Paige, F.; Schmidt, M. P.; Slaughter, J.; & G. H. Trilling. "Report of the Working Group on CP Violation and Rare Decays", University of Chicago, University of Oregon, University of Michigan, Stanford Linear Accelerator Center (SLAC), Northeastern University, Brookhaven National Laboratory (BNL), Ministerstvo energetiky Spojených států amerických, (říjen 1984).